# 多布良卡 (切爾尼戈夫州)
52°3′42″N 31°10′50″E / 52.06167°N 31.18056°E

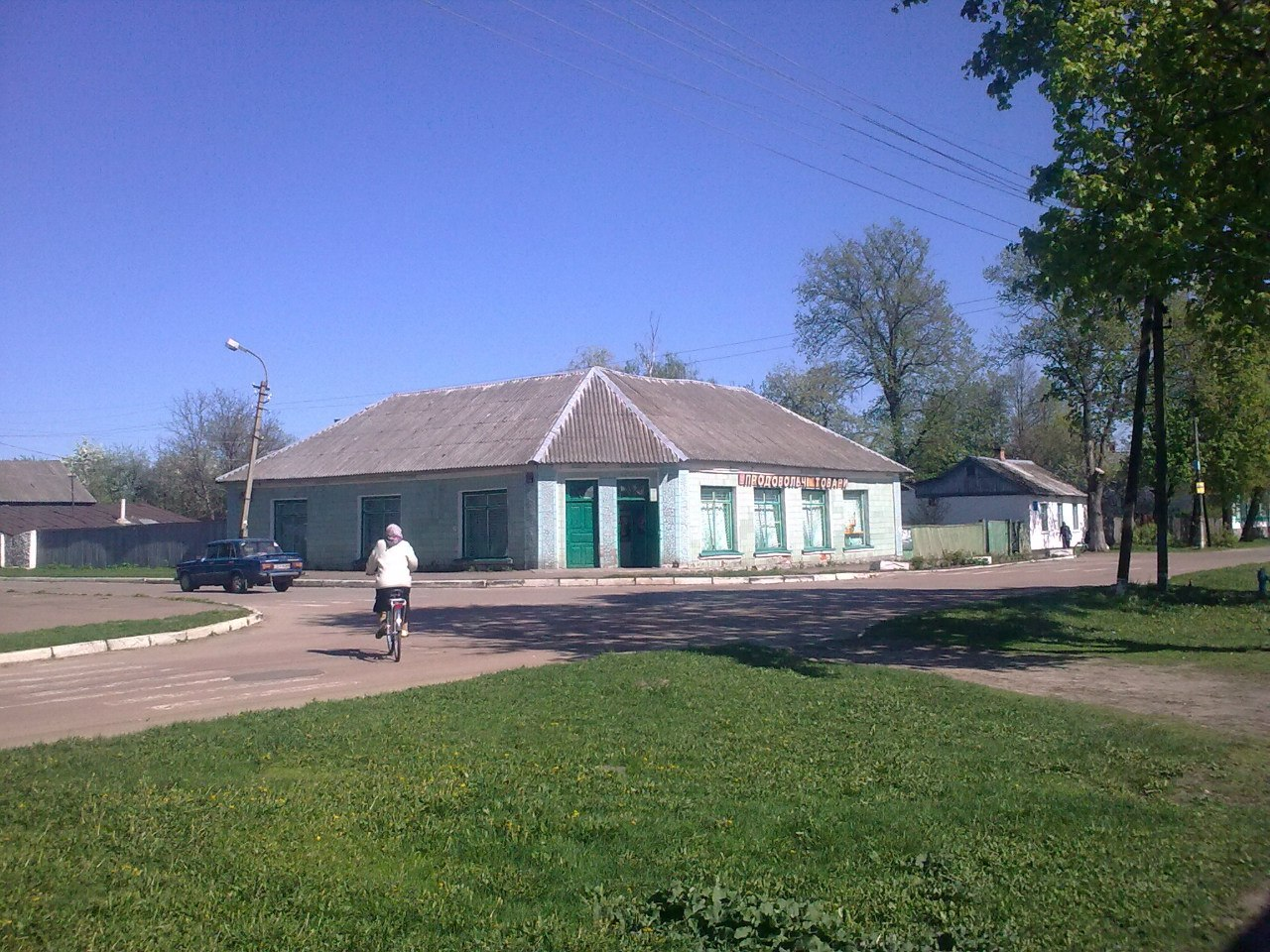

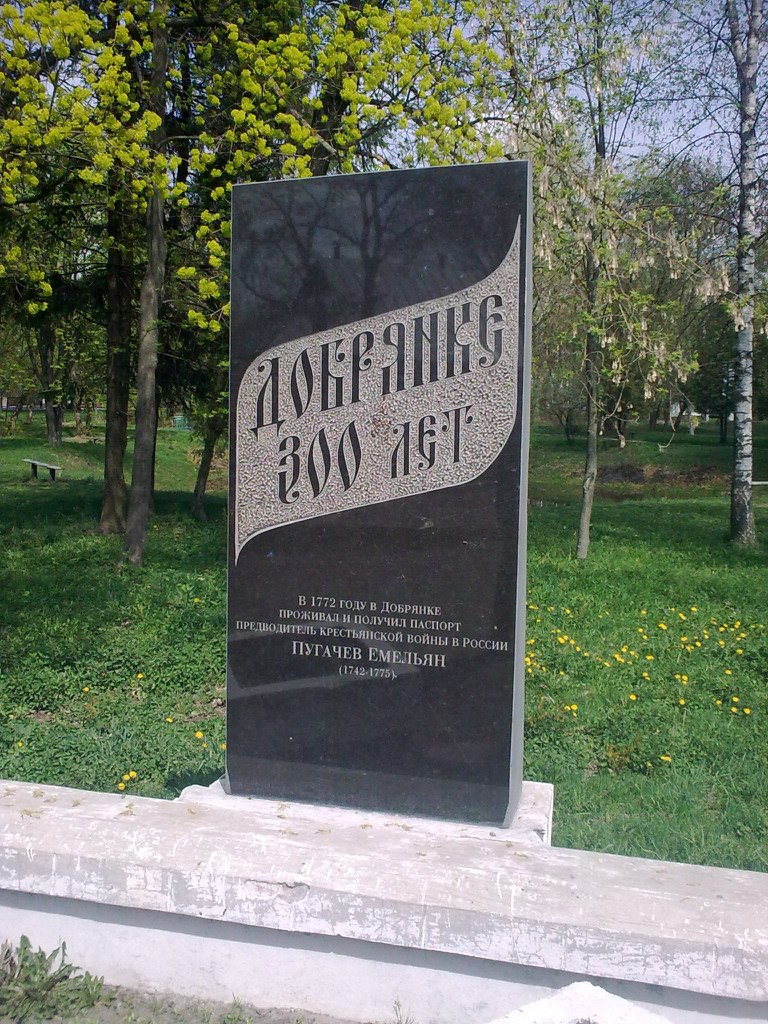

多布良卡，是烏克蘭北部切爾尼戈夫州切爾尼戈夫區多布良卡市镇内的市級鎮及其行政中心。始建於1706年，面積1.43平方公里，海拔高度144米，2024年人口2,355 (01.11.2024)，人口密度每平方公里2,065.03人。